# Банковская карта

Ба́нковская ка́рта (англ. bank card) — пластиковая, металлическая или виртуальная карта, обычно привязанная к одному или нескольким расчётным счетам в банке. Используется для оплаты товаров и услуг, в том числе через интернет, с использованием бесконтактной технологии, совершения переводов, а также снятия наличных и так далее.

## Терминология
Владелец счёта — физическое или юридическое лицо-клиент банка, собственник денежных средств по дебетовому счёту либо банк-кредитор физического или юридического лица/являются номинальными владельцами счёта с правом распоряжения определённой кредитным договором суммой денежных средств/. Распоряжаются средствами на своих счетах, путём дачи указаний банку/банковским работникам о списании/зачислении электронных или бумажных денежных средств путём произведённых расчётных операций в том числе по инкассо, платёжными поручениями, квитанциями: банк не имеет права задержать их выплату или запретить пользоваться частью денежных средств, хранящихся на счёте, кроме как по законному решению суда, вступившему в силу или списания комиссий по операциям, предусмотренным договором банковского счёта или кредитным договором.
Держатель карты — физическое лицо, на имя которого выпущена пластиковая карта, в том числе, физическое лицо-владелец счёта либо другое лицо, указанное владельцем счета. Сама карта при этом является собственностью банка, может быть им заблокирована или изъята.
Собственник карты — банк-эмитент, выпустивший карту или клиент-владелец дебетового банковского счёта, что закрепляется соответствующими пунктами договора на обслуживание банковских карт.
Карты бывают дебето́вые, креди́тные и «предоплаченные»:
- Дебето́вые карты используются для распоряжения собственными деньгами, которые находятся на дебетовом расчётном счёте в банке.
- Креди́тные карты используются для распоряжения деньгами, располагаемыми банком, которые при совершении платежа автоматически списываются с выделенного счёта банка, путём займа у банка необходимого количества денежных средств с последующей выплатой процентов за пользование заёмными средствами. Эти средства требуется вернуть банку в срок, указанный в кредитном договоре.
- Предоплаченные карты предназначены для совершения операций по оплате товаров или услуг, а также выдачи наличных денег и удостоверяют право требования её держателя к банку-эмитенту произвести эти выплаты. При этом кредитная организация, выпустившая карту, производит расчеты от своего имени за счет денежных средств, предоставленных самим держателем или поступивших в его пользу от третьих лиц, если такая возможность предусмотрена договором между банком-эмитентом и держателем карты.

## Возникновение
Первые банковские карты появились в Америке. Это были кредитки, изготовленные из картона, которые не являлись банковскими и подтверждали кредитоспособность владельца вне его банка.
   В 1914 году некоторые магазины и рестораны стали выдавать богатым клиентам такие карточки для использования в качестве документа при оформлении сделки. Таким образом, магазины стремились "привязать" к себе клиента, что впоследствии назвали программой лояльности клиентов. В 1920-х годах карты из чистых магазинов и ресторанов перешли на грязные бензоколонки (так появилось название «бензиновые карты»). Надо было менять материал, и в 1928 году бостонская компания Farrington Manufacturing выпустила первые металлические карты. На них выдавливались (эмбоссировались) идентификационные данные, что позволило автоматизировать процедуру приема карты. При оформлении покупки продавцом на специальном прессе (импринтере) делался отпечаток этих данных на торговом чеке-квитанции (слипе). Такая технология приема карт сохранилась и поныне.
   Название фирмы было отражено в международном стандарте ИСО 7811-3, посвященном пластиковым картам: шрифт, который описан в нем, используется для тиснения карточек, он так и называется – Farrington 7B.
   Начало банковским кредитным картам положил Джон Биггинс – 1946 году он организовал работу по кредитной схеме, которая предусматривала расписки, принимавшиеся местными магазинами от клиентов за мелкие покупки. По совершении покупки магазин сдавал эти расписки в банк, который оплачивал их со счетов покупателей.
Первой массовой платежной карточной системой была созданная в 1949 году компания Diners Club. Главным отличием ее от предыдущих систем было то, что между клиентами и коммерческими компаниями существовал посредник, который берет на себя проведение расчетов. Именно это позволило Diners Club стать первой и очень массовой универсальной картой. Идея создания такой карты родилась в центре Манхэттена, а именно в ресторане Major’s Cabin Grill. Создателями такой карты стали Алфред Блумингдейл, Френсис Макнамару и юрист – Ральф Снайдер.
В процессе обеда разговор зашел о Макнамары в Бронксе. Этот предприниматель позволял соседям пользоваться своим банковским счетом за проценты. Продавцы магазинов звонили ему по телефону и, получив разрешение, записывали стоимость покупок на его счет. В такой сделке новшеством являлось наличие посредника, который, используя свою кредитоспособность, предоставлял людям, не имеющим возможность получить ее по-другому. Эта финансовая схема им очень понравилась. Поэтому ресторан показался им самым удачным местом для развития нового бизнеса.Система безналичного расчёта создана в США во времена «торгового бума» (1940—1950-е годы). В большинстве своём она заменила чековые книжки (однако, и в 2010-х расчеты при помощи чековых книжек все еще популярны в США, этим инструментом пользуются около 40 % граждан).
В ходе развития происходила техническая модернизация карт. Сначала это был просто кусочек картона, затем на карте появилось эмбоссирование номера и имени владельца, и она стала работать по принципу перфокарты, в начале 1970-х была разработана магнитная полоса, а в конце 1990-х в кредитные карты стали интегрироваться микросхемы.
Первая универсальная кредитная карта (Diners Club) появилась в 1950 году.
Все карты в первое время своего существования позволяли получать практически неограниченные кредиты от банков. Поэтому такие карты, как, например, карта Diners Club автоматически обозначали очень богатого человека. Этим стали пользоваться мошенники, которые брали в кредит большие суммы денег, а затем скрывались с ними.

## История
- 1951 — маленьким нью-йоркским банком Long Island Bank (впоследствии он был поглощён конкурентами) выпущена первая банковская карта.
- 1951 — Franklin National Bank в Нью-Йорке разработал более совершенную для тех лет технологию расчетов, которая позволила приступить к эмиссии первых кредитных карточек, схожих по схеме обслуживания с современными.
- 1951 — британская компания Finders Services выдает первую кредитную карту в Европе.
- 1950-е — 1960-е — приобретают популярность кредитные карты американских заправочных станций и торговых сетей.
- 1964 — в Японии появляется своя система платёжных карт JCB (Japan Credit Bureau).
- 1966 — EuroCard.
- 1965 — National Provincial Bank, Великобритания, выдает первую чековую гарантийную карту, а Westminster Bank в сотрудничестве с Diners Club выпускает платёжную карту.
- 1966, август — Marine Midland Bank основывает первую общенациональную банковскую карточную ассоциацию в США — Межбанковскую карточную ассоциацию (англ. Interbank Card Association).
- 1966, ноябрь — конкуренты Bank of America в Калифорнии во главе с Wells Fargo Bank основывают Калифорнийскую ассоциацию банковских карт (англ. California Bank Card Association) и выбирают название Master Charge.
- 1967, июнь — Банк Barclays устанавливает в Лондоне первый в мире банкомат.
- 1969 — Eurocard International и Master Charge заключают договор о стратегическом партнерстве.
- 1969, сентябрь — Chemical Bank устанавливает в Нью-Йорке первый универсальный банкомат (ATM — automated teller machine).
- Конец 1960-х — Master Charge является ведущей банковской кредитной картой в США.
- 1970, июль — в США появляется National BankAmericard Inc. — предшественник VISA.
- 1971 — Air Travel Card вводит платёжные карты с магнитной полосой и первые в мире платёжные терминалы.
- 1974 — француз Ролан Морено патентует микросхемную карту.
- 1974 — Arizona Bank в США выдает первую дебетовую карту к текущему счету.
- 1977 — BankAmericard превращается в VISA.
- 1979 — Master Charge становится MasterCard.
- 1981 — MasterCard впервые вводит золотую банковскую карту.
- 1980-е — в США, Японии и Европе появляются первые общенациональные сети банкоматов (Cirrus, Plus, Exchange и др.). Самым крупным эмитентом кредитных карт в мире становится Citibank.
- 1988, 30 июля — в СССР появились первые банковские пластиковые карты.
- 1991 — MasterCard и Eurocard вводят первую всемирную дебетовую карту — Maestro.
- 1992 — Eurocard объединяется с eurocheque и образуется EUROPAY International.
- 1996 — Europay, MasterCard и VISA выпускают международный стандарт для банковских микросхемных карт под названием EMV.
- Конец 1990-х — в Европе быстро развиваются банковские кредитные и совместные карты.
- 2000 — платёжные терминалы обеспечивают коммуникацию с помощью GPRS, радиочастот или Bluetooth.
- 2002, декабрь — MasterCard тестирует бесконтактную микросхемную карту PayPass и вводит мини-карту SideCard.
- 2005 — MasterCard и VISA пришли к соглашению по стандарту для бесконтактных микросхемных карт[4].

## Внешний вид

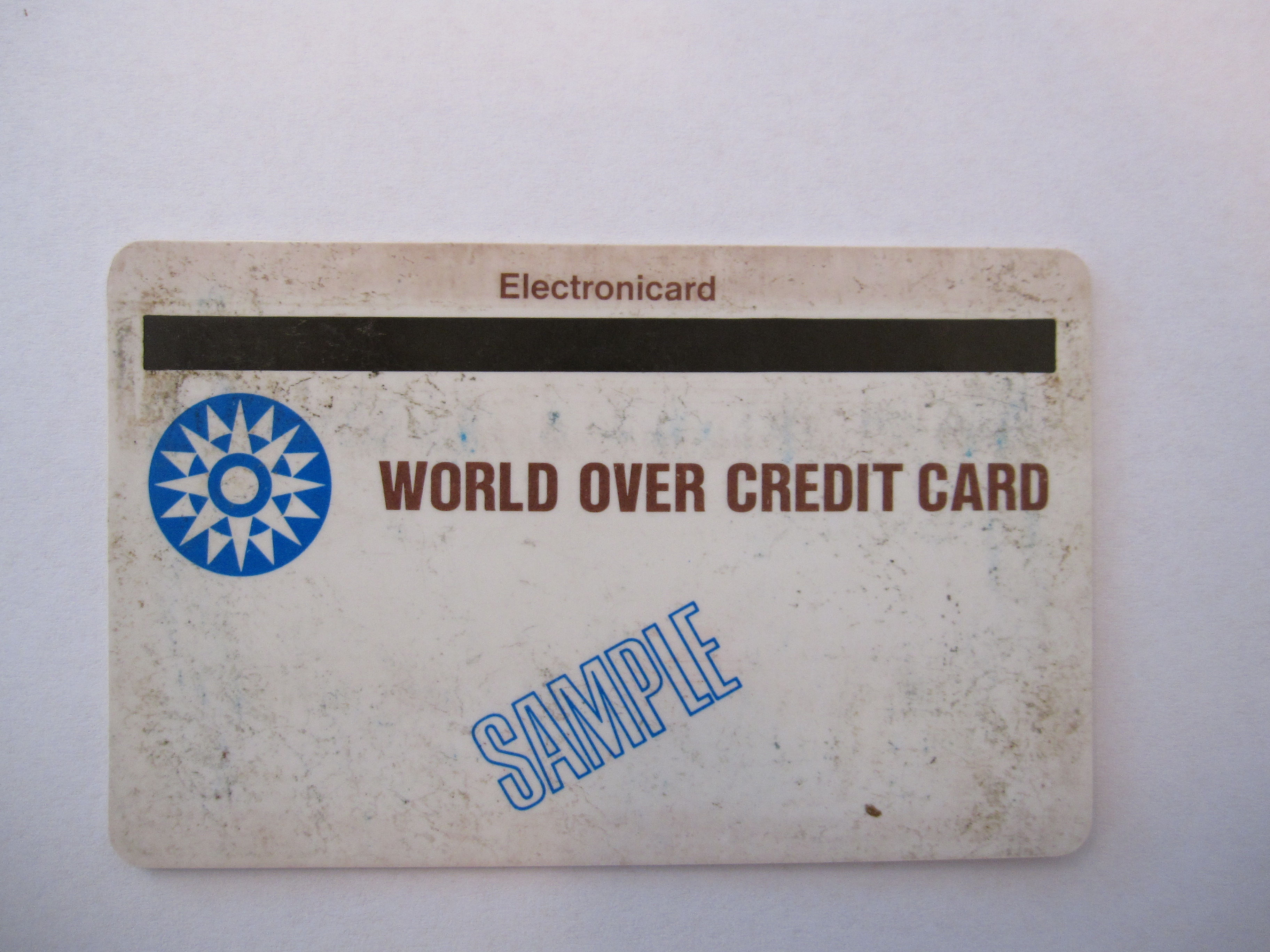
Банковская карта с магнитной полосой

Большинство платёжных карт имеет определённый стандартом ISO 7810 (Идентификационные карты) ID-1 формат — 85,6 × 53,98 мм.
Ранние банковские карты использовали в качестве носителя данных магнитную полосу, однако в настоящее время широко применяются микросхемные карты.
На лицевой стороне карты может быть любое изображение (граффити, картина, фотография) или просто фон. Кроме того, присутствуют логотип и защитная голограмма платёжной системы, номер карты, имя держателя и срок действия карты.
На обратной стороне карты находится магнитная полоса, бумажная полоса с подписью владельца, а на некоторых — CVV2-код или его аналог.

### В Юникоде
Символ банковской карты в Юникоде — 💳.

## Виды банковских карт
Банковская карта может выпускаться банком как локальная (принадлежащая локальной платёжной системе, как правило, в пределах одного государства) и международная (в рамках платёжной системы, объединяющей множество банков-участников по всему миру) или кобейджинговая (работающие в нескольких платежных системах (обычно в двух) — собственно это и есть их главное преимущество. Внешне кобейджинговые карты отличаются от обычных лишь наличием второго логотипа); расчётная (дебетовая), кредитная и предоплаченная. Выпускаются также виртуальные карты.

## Расчётные (дебетовые) карты

### Карты с разрешённым овердрафтом
Карты с разрешённым овердрафтом — это продолжение развития дебетовых карт, их усовершенствованный вариант. Зарубежный опыт развития платёжных карт шёл от кредитных карт. В России развитие карточной технологии пошло другим путём: от дебетовых к кредитным. Многие из карт, позволяющих клиентам получить денежные средства в кредит, являются дебетовыми картами с разрешённым овердрафтом.
Кредит по овердрафту оговаривается при открытии счёта и не может превышать фиксированной суммы. В специальной литературе даётся развёрнутая трактовка понятия «кредитование счёта (овердрафт)»: «В случаях, когда в соответствии с договором банковского счёта банк осуществляет платежи со счёта, несмотря на отсутствие денежных средств (кредитование счёта), банк считается предоставившим клиенту кредит на соответствующую сумму со дня осуществления такого платежа». Права и обязанности сторон, связанные с кредитованием счёта, определяются правилами о займе и кредите, если договором банковского счёта не предусмотрено иное (ст. 850 ГК РФ).
С точки зрения клиента, карта с разрешённым овердрафтом представляет собой платёжную карту, позволяющую осуществлять платежи как за счёт средств держателя карты, размещённых на банковском счёте, так и за счёт кредита, предоставляемого банком в случае недостатка средств на счёте. Кредит держателю карты предоставляется только в случае осуществления платежей с её использованием и недостатка средств на счёте клиента для их оплаты. Это карта из двух функционалов: счёта клиента и кредитного лимита, предоставляемого клиенту банком. В случае достаточности средств на счёте операции по карте производятся за счёт средств клиента, как только на счёте перестает хватать клиентских средств, банк начинает кредитовать клиента на сумму установленного кредитного лимита. Таким образом, с точки зрения клиента, на карте может быть или остаток на счёте, или задолженность, которую необходимо погасить в сроки, указанные в договоре.
Такая схема взаимодействия клиента и банка во многих случаях может быть более выгодна для клиента, чем работа с классическими кредитными картами. В случае с этим продуктом клиент не всегда берет взаймы у банка, картой можно пользоваться, как дебетовой, расплачиваясь собственными средствами, тем самым экономя на кредитных процентах.
Выделяют два основных подхода, используемых банками для предоставления овердрафта.
Первый — это предоставление овердрафта на короткий срок (1—2 месяца), по истечении которого клиент должен полностью погасить задолженность. После полного погашения клиенту снова доступен кредитный лимит в полном объёме, таким образом, в течение установленного периода происходит полное погашение овердрафта и возможность возникновения нового. В случае непогашения овердрафта в указанный срок банк начинает начислять повышенные или штрафные проценты. Такой подход получил распространение в рамках зарплатных проектов в связи с удобством погашения задолженности заемщику, которому не надо посещать банк, перечисление заработной платы автоматически погашает долг по карте. В рамках таких условий банки устанавливают или фиксированное число каждого месяца (например, до 10 числа каждого месяца), или количество дней с момента возникновения задолженности. Оба подхода к срокам имеют свои плюсы и минусы, фиксированное число означает концентрацию клиентских обращений на один день, в этот день в банке происходит наплыв клиентов, возникают очереди, что приводит к ухудшению качества обслуживания. Подход с определённым сроком задолженности более сложен для отслеживания клиентом, который может просто забыть, когда он воспользовался картой в рамках овердрафта. Используя последний подход, банк распределяет посещения клиентов более-менее равномерно в течение месяца, но при этом банк должен наладить оперативное оповещение каждого клиента о необходимости погашения овердрафта за несколько дней до окончания срока действия разрешенной задолженности.
Второй подход к условиям предоставления овердрафта — это предоставление овердрафта на значительную сумму и на длительный срок. В этом случае клиент должен ежемесячно вносить минимальную сумму, установленную договором с банком, в погашение овердрафта и проценты за его использование. Клиент может полностью погасить овердрафт в течение первого месяца, однако есть возможность рассрочить срок погашения или постоянно вносить минимальные суммы в погашение, принося доход банку. Такой овердрафт близок по условиям к кредитным картам.

### Кредитные карты
Кредитная карта предназначена для совершения её держателем операций, расчёты по которым осуществляются за счёт денежных средств, предоставленных кредитной организацией-эмитентом клиенту в пределах установленного лимита в соответствии с условиями кредитного договора. Банк устанавливает лимит, исходя из платёжеспособности клиента. На остаток средств на счёте иногда также начисляются проценты, но они, как правило, на порядок ниже комиссии при овердрафте.
В связи с частым комбинированием двух банковских продуктов (карта и кредит) трудно правильно оценить, к какому направлению деятельности больше относится кредитная карта — кредитование или операции с платёжными картами. Главным преимуществом кредитных карт перед кредитами является возможность использования кредита, не отчитываясь перед банком о его целевом использовании, и возможность постоянного возобновления кредитной линии после погашения. Обычно кредитные карты предполагают длинные кредитные линии, которые гасятся частями (равными или в процентном соотношении к остатку долга), а по мере её погашения кредитная линия возобновляется. Отличие данных карт от карт с разрешённым овердрафтом является отсутствие положительного остатка на карте. Кредитная карта может предполагать наличие выданного клиенту кредита или его отсутствие. Даже если клиент внес сумму больше, чем сумма задолженности, то она учитывается отдельно и используется только на погашение кредита после его возникновения. Причем иногда кредит гасится в определённое число, оговорённое договором, а не сразу после возникновения. Эта особенность в некоторых случаях является не совсем выгодной клиенту, но она часто компенсируется наличием льготного (грейс) периода.
Исторически первые платёжные карты Diners Club были кредитными и предполагали возможность расплачиваться в кредит в ресторанах, который клиент оплачивал после окончания расчётного периода. В России эволюция карт пошла обратным путём. Основным видом карт, эмитируемых российскими банками до недавнего времени, были дебетовые, и предполагали возможность расплачиваться только в пределах денежных средств, внесенных клиентами на счёт. Основной объём эмиссии приходился и приходится в настоящее время на карты, эмитируемые в рамках зарплатных проектов, когда карта выступает в качестве инструмента для выплаты заработной платы сотрудникам организаций корпоративных клиентов банка. Розничные карты в карточных портфелях основной массы банков составляют значительно меньшую часть, хотя они не менее интересны банкам за счёт их большей ориентированности на использование в торгово-сервисных предприятиях. Развитие конкуренции на карточном рынке и рынке потребительского кредитования привело к появлению кредитных карт, использование которых предполагает использование заемных банковских средств, а не сбережений клиента.
Эмиссия кредитных карт позволяет банкам выйти на новый уровень развития, при небольших уровнях операционных затрат привлекая новые клиентские группы:
- выдав один раз карту, банк не имеет необходимости иметь разветвленную сеть классических учреждений, так как получение кредита клиентом предполагает использование её в торгово-сервисном предприятии или получение наличности в банкомате;
- пополнение карты и, соответственно, погашение кредита также может происходить через банкоматы или другие терминалы самообслуживания, оборудованные модулем приема наличных денежных средств, а также безналичным перечислением на банковский счёт;
- обработка карточных операций более автоматизирована, чем классические кредиты, что также облегчает для банка проведение этих операций, удешевляя себестоимость операций.

«Карточному» банку нет необходимости строить сеть отделений и филиалов, что значительно удешевляет обслуживание клиентов и позволяет привлечь те клиентские группы, которые раньше невозможно было обслуживать из-за их удалённости. Но на этом пути также существует опасность неверно отобрать клиентский сегмент, к которому банк формулирует предложение. Один из банков Великобритании по рекомендации маркетологов решил расширить географию своего присутствия внутри страны. С этой целью была произведена почтовая рассылка предложений банка револьверных кредитных карт в те регионы, где банк не был представлен своими отделениями. Результаты этого хода оказались следующими: банку удалось привлечь очень малый процент новых клиентов (значительно меньший, чем при обычных рассылках), и к тому же после выдачи этим клиентам револьверных кредитов процент просроченных долгов для них значительно превысил нормальный порог рисков. Для разбирательства в этой ситуации был приглашен сторонний консультант, который разобрался в просчётах банка. Оказалось, что бренд банка был совершенно не знаком потенциальным клиентам в том регионе, куда были отправлены предложения по почте, и стандартные заёмщики побоялись пользоваться услугами незнакомой финансовой организации. Воспользоваться её услугами решились только клиенты из наиболее рискового сегмента, которым местные банки уже предоставляют кредиты на жёстких условиях или не предоставляют вовсе. Возможно, перед осуществлением рассылки банку необходимо было провести имиджевую рекламную кампанию в регионе, тогда результаты работы были бы другие. Таким образом, экономия на сети учреждений не означает экономии на рекламном бюджете; розничный карточный банк никогда не привлечёт достаточно клиентов, если о нём не знают потенциальные заёмщики.
Карточные кредиты — более доходный продукт по сравнению с классическими кредитами, за счёт всевозможных дополнительных операционных комиссий, возникающих в процессе обслуживания карты (плата за годовое обслуживание, выдача наличных, предоставление выписок и копий чеков и т. п.). Эти комиссии незаметны и не раздражают клиентов, тем более есть выбор (например, не снимать наличные, а оплатить покупку картой), но при достаточном объёме эмиссии они представляют довольно значительную статью доходов банка.

### Предоплаченные карты
Предоплаченная карта предназначена для совершения её держателем операций, расчёты по которым осуществляются кредитной организацией-эмитентом от своего имени, и удостоверяет право требования держателя предоплаченной карты к кредитной организации-эмитенту по оплате товаров (работ, услуг, результатов интеллектуальной деятельности) или выдаче наличных денежных средств.
Для банковских предоплаченных карт в положения № 266-П Центрального банка РФ «Об эмиссии банковских карт и об операциях, совершаемых с использованием платёжных карт» (зарегистрировано Министерством юстиции Российской Федерации 25 марта 2005 года, регистрационный № 6431 от 24 декабря 2004 года) дано чёткое определение: Предоплаченная карта предназначена для совершения её держателем операций, расчёты по которым осуществляются кредитной организацией — эмитентом от своего имени, и удостоверяет право требования держателя предоплаченной карты к кредитной организации — эмитенту по оплате товаров (работ, услуг, результатов интеллектуальной деятельности) или выдаче наличных денежных средств.
Есть и более расширенное и ориентированное на зарубежную практику определение предоплаченных карт, не только банковских: Prepaid card — предварительно оплачиваемая карточка; термин относится к целому ряду классу дебетовых карточек (с магнитной полосой, микросхемой памяти, с микропроцессором), используемых для расчётов за товары или услуги в пределах предварительно уплаченной суммы; общими признаками предварительно оплачиваемых карточек являются: загруженная на карточки «ценность», немедленное дебетование «ценности» на карточке в момент оплаты товаров или услуг; небольшая величина «ценности»; подразделяются на два больших типа в зависимости от характера загруженной на них «ценности»: карточки — электронные кошельки, содержащие электронные деньги и карточки, в которые загружаются «единицы» услуги (например, число поездок на общественном транспорте, число минут в телефонных предоплаченных карточках, число «очков» в карточках лояльности и т. п.); эмитентами предварительно оплачиваемых карточек могут являться как банки и кредитно-финансовые учреждения (это относится, главным образом, к карточкам-электронным кошелькам), так и небанковские организации (торговые, телекоммуникационные, транспортные компании); предварительно оплаченные карточки могут не быть идентификационными (например, телефонные карточки, карточки для оплаты проезда в общественном транспорте); карточки — электронные кошельки предназначены для покупки широкого набора товаров и услуг в предприятиях торговли (услуг); карточки с загруженными «единицами» используются для оплаты одного-двух видов услуг или покупок в пределах одной торговой компании-эмитента; карточки — электронные кошельки, как правило, относятся к категории пополняемых карточек, карточки с «единицами» — к разовым или «неперезагружаемым» карточкам. Это определение оставляет слишком много вопросов по терминам, особенно «что такое электронный кошелёк?», у неискушенного банковского клиента.
Некоторые российские банки уже давно анонсировали выпуск предоплаченных и подарочных карт. Подарочная карта — предоплаченная карта, дающая её владельцу право на получение товаров или услуг на сумму, указанную на карте, обычно используется в качестве подарка вместо «вещевого» или денежного подарка. При более близком рассмотрении эти продукты оказались обычными картами мгновенного выпуска без указания фамилии на них. Эти карты оформляются на основании договора банковского счёта, и счёт открывается клиенту, оформляющему карту. По сути это обычная дебетовая карта, только без нанесения фамилии и имени на саму карту. Теоретически такую карту можно передать другому лицу, и он сможет ей воспользоваться, так как на карте нет фамилии клиента и идентификация держателя производится по подписи, которую не заставляют ставить в банке и можно поставить на карту позже тем лицом, кому карта передана. Но надо понимать, что с юридической точки зрения эта карта принадлежит держателю, оформившему карту, и то лицо, которому передана карта, просто будет пользоваться чужим счётом без юридических на то оснований, так как владелец счёта не выписывал ему доверенности, не оформлял дополнительную карту и никак юридически не закрепил полномочия на использования своего счёта, а просто передал карту. Так что это не предоплаченные карты, а обычные дебетовые карты без указания фамилии и имени на карте.
Некоторые российские банки уже выпускают предоплаченные карты, и для этих карт есть свой сегмент рынка. Например, предоплаченные подарочные карты можно было бы распространять не только в отделениях банков, но и в торговых сетях аналогично другим предоплаченным небанковским картам (карты мобильных операторов, Интернет-провайдеров и др.). Такие карты должны иметь праздничный «подарочный» дизайн и подарочную упаковку (картонный конверт, небольшая коробка). Карта имеет фиксированный номинал и не пополняется в дальнейшем, то есть после использования карта выбрасывается. Такие карты можно было бы выпускать на основе Visa Electron или Cirrus Maestro. Вместо имени держателя на карте может быть написано «Gift Card» или любая другая нейтральная или поздравительная надпись, то есть карта может быть передана другому лицу. Карты выпускаются с уже установленным лимитом, которым можно пользоваться с момента активации карты в банке. Такие карты должны продаваться по цене выше номинала для того, чтобы торговое предприятие имело свою маржу.
Подарочные карты пришли на смену подарочным сертификатам магазинов — бумажным купонам, на которых проставлена сумма, на которую можно приобрести товары в магазине, выдавшем сертификат. В банке подарочную карту можно купить на любую сумму (хотя верхний порог всегда ограничен), чаще всего на ней даже отсутствуют фамилия и имя держателя, так что её можно подарить любому человеку. Получив такой подарок, человек сам решит, что для него важно и полезно, и купит это там и тогда, где и когда ему будет удобно. Банковские Gift-карты принято разделять на два вида — перезагружаемые и неперезагружаемые. По неперезагружаемым возможно только первоначальное пополнение, а иногда номинал карты указывается прямо на карте и далее карта используется, пока не будет израсходована внесенная сумма. Перезагружаемые позволяют проводить по ним пополнения и использовать как обычную банковскую карту.
Это очень важное отличие зарубежной практики от российской действительности, так как, на основании одной из трактовок российского законодательства (положения 266-П), перезагружаемые предоплаченные карты эмитировать российские банки не могут и вынуждены будут ограничиться эмиссией неперезагружаемых карт.
Банковские подарочные карточки появились в конце 2002 г. Одним из первых банков, начавших продавать подарочные карточки, был National City Corp. Несколько лет он выпускал молодёжные перезагружаемые карточки. Затем выяснилось, что клиенты хотели бы покупать недорогие карточки для подарка. В ноябре 2002 г. National City стал предлагать подарочные карточки Visa в отделениях и на своем сайте. Неперезагружаемые карточки имели номинал от 25 до 500 долл., их выпуск стоил от 4,95 до 8,95 долл. в зависимости от номинала. И тут оказалось, что за карточками в отделения банка стали обращаться люди, которые ранее не были клиентами. Согласно отчету Unisys, 3 % потребителей купили подарочные карточки у банка или кредитной компании — по сравнению с 52 %, приобретшими их у розничных торговцев. В то же время 28 % опрошенных выразили заинтересованность в той или иной степени в покупке карточек в банках. В 2003 г. объём программы подарочных карточек VISA достиг 1 млрд долл., в течение пяти лет Visa планирует довести эту цифру до 50 млрд долл., предполагая, что к 2007 г. предоплаченные платежи будут составлять 15 % всех покупательских платежей. В 2003 г. VISA и MasterCard выпустили 7,6 млн предоплаченных карточек, на которые было загружено почти 2 млрд долл. Большинство этих карточек — подарочные.

### Карты локальных платёжных систем (локальные карты)
Карта локальной платёжной системы может быть использована только в банкоматах и кассовых терминалах банка-эмитента, а также в торговых точках, где установлены терминалы этого банка. На сайте банка с помощью карты может быть установлена возможность оперировать счётом через Интернет. Типичный пример Сберкарт — микропроцессорная карта от Сбербанка. Банкоматы и терминалы сторонних банков, за редкими исключениями, не принимают подобные карты, а оплата в интернет-магазинах с помощью Сберкарты вообще невозможна.
Другим примером является временная ATM-карта Bank of America, которая выдаётся новому клиенту банка и действует до того момента, когда не будет активирована основная карта, то есть в течение одной-двух недель (требуемых для выпуска новой карты). Таким образом, клиент банка уже сразу имеет доступ к своему счёту из любого банкомата банка (а также некоторых партнёров, например, Citibank).

### Карты международных платёжных систем (международные карты)
Международные банковские карты используются в международных системах платежей. Наиболее популярные платёжные системы — Visa (Visa Electron, Visa Classic, Visa Gold, Visa Platinum), MasterCard (Cirrus, Maestro, MasterCard Standard, MasterCard Gold, MasterCard Platinum), Diners Club, American Express, JCB и China Unionpay.
Наиболее доступны в мире карты Visa Electron, Cirrus/Maestro. В большинстве случаев они являются дебетовыми и, как правило, не позволяют производить электронные платежи через Интернет. Это повышает безопасность их использования. Эти карты — самые дешёвые по стоимости выпуска и обслуживания.
Самые популярные в мире — карты Visa Classic и MasterCard Standard. Они бывают как дебетовые, так и кредитные, а также позволяют рассчитываться через Интернет.
Карты серий Gold/Platinum — престижные карты, подчёркивающие солидность его обладателя. Используются как элемент имиджа. Технически, карты Visa Classic — Visa Gold, MasterCard Standard — MasterCard Gold отличаются дизайном, стоимостью выпуска и обслуживания и, в зависимости от банка-эмитента карты, разными наборами услуг (например, предоставлением медицинской страховки, или службы «консьерж», позволяющей бронировать билеты на транспорт и в театр, гостиницы и выполнять ещё ряд поручений). Владельцам карт класса Gold и Platinum некоторые магазины и другие организации предоставляют скидки и другие преимущества (например, возможность пользования в аэропорту залом бизнес-класса вне зависимости от категории билета, специальные условия при аренде автомобиля).
Кроме того, в связи с распространением карт класса Gold и Platinum, международные платёжные системы вводят новые форматы эксклюзивных карт, свидетельствующих о крайне высоком статусе их обладателя.
Также существуют титановые (Titanium) карты — самые престижные карты, предоставляющие своим владельцам эксклюзивные привилегии по всему миру. Первой такую карту выпустила компания American Express — карту Центурион.

### Виртуальные карты
Многие банки выпускают виртуальные карты. Виртуальная карта — это банковская предоплаченная карта без материального носителя, электронное средство платежа, предназначенная для совершения физическим лицом операций исключительно через Интернет (используя реквизиты карты, коды CVC2 или CVV2 и т. д.). Для выпуска виртуальной карты физическое лицо предоставляет банку денежные средства в размере желаемого первоначального лимита виртуальной карты для их учета Банком в качестве электронных денежных средств такого физического лица (в соответствии с требованиями Закона № 161-ФЗ «О национальной платёжной системе»). Владельцы таких карт не могут получить с них наличные денежные средства, за исключением случая закрытия карты в банке. В этом случае владельцу возвращается остаток электронных денежных средств за вычетом комиссий банка, если таковые предусмотрены договором.

### Карты рассрочки
Карты рассрочки представляют собой банковские платёжные карты с заёмными средствами для беспроцентной оплаты товаров в торговых точках. Перечень торговых точек (магазинов, организаций) и срок рассрочки (в рамках, которого не происходит начисление процентов на основной долг) определяет банк, выпустивший карту, вместе с организацией-продавцом товара.

### Корпоративные карты
Корпоративная карта — банковская карта, привязанная к счёту юрлица. Предназначена для оплаты расходов, связанных с хозяйственной или основной деятельностью компании, в том числе накладных, представительских, транспортных и командировочных расходов, а также получения наличных денежных средств. Карта не может быть использована для расчётов по оплате труда и выплат социального характера. По своей сути корпоративная карта представляет собой способ выдачи денежных средств под отчёт, причем подотчётными средствами становятся только те, которые были потрачены с использованием карты. Может быть как дебетовой, так и кредитной.

## Счёт карты
Выпуская кредитную или дебетовую карту, банк привязывает её к одному или нескольким банковским счетам, наличие счёта является предусловием для выпуска карты; карта фактически является удобным интерфейсом к этому счёту. Однако к этому счёту можно обращаться и традиционным образом — указывая традиционные банковские реквизиты этого счёта в платёжных документах. Иногда это бывает необходимо — например, при переводах средств между различными платёжными системами. Обычно за хранение средств на этом счёте проценты не начисляются или начисляются сугубо символически. Исключением могут быть социальные карты (например, для пенсионеров).

## Удобства и недостатки использования

### Удобства
Удобство банковских карт — в универсальности использования. Владелец карты может носить с собой крупные суммы.
- Утеря карты. В случае утери или кражи карты владелец может позвонить в процессинговый центр банка и заблокировать операции с картой. Нашедший или укравший карту не сможет ею воспользоваться после совершения блокировки (от нескольких секунд до нескольких дней), за исключением некоторых редких случаев (подлимитные операции). Владельцу же будет перевыпущена его карта с сохранением всей суммы на момент блокировки, за минусом небольшой суммы за перевыпуск.
- Отсутствие проблем с таможней. Законодательства многих стран ограничивают либо пристально контролируют суммы на ввоз/вывоз денежных средств. Банковские карты же таможенному учёту не подлежат, соответственно, с их помощью можно провозить любые суммы.
- География платежей. Банковские карты международных платёжных систем позволяют оплачивать товары и услуги в большинстве стран мира, а также через Интернет. Валюта карты постоянна, при расчётах используется официальный курс платёжной системы + комиссия банка.
- Быстрота платежей. Получение наличности или оплата товаров и услуг с банкоматов или торговых терминалов происходит очень быстро в любой точке мира.
- Пополнение счёта. Владелец банковской карты может получать быстрое и беспроцентное пополнение своего счёта, находясь в другом городе или вообще стране, тогда как при банковском платеже, при переводе через Western Union и прочих теряются проценты за услуги.
- Мелочь не требуется. Нет необходимости держать мелкие деньги (особенно монеты). Плюс как для держателя карты, так и для торговой точки.

### Недостатки
Кроме явных преимуществ, есть и недостатки:
- Приём платежей. В развитых странах мира практически все торговые точки принимают банковские карты, в менее развитых — приём карт ограничен крупными супермаркетами. В некоторых странах наличие кассового терминала в магазинах обязательно, как и кассовый аппарат. Однако неповсеместность использования может создать некоторые проблемы, особенно в ночное время. Наличные же деньги принимают все магазины.
- Проблема чаевых. Есть определённая проблема при оплате в ресторанах, барах, и т. д, связанная со сложностью получения чаевых при оплате кредитной картой. Существует специализированное программное обеспечение POS-терминалов, позволяющее обслуживать данные торговые точки, с возможностью указания в чеке суммы чаевых, но, как правило, чаевые платятся в виде наличных. Это приводит к тому, что в некоторых странах расплатиться картой в баре нельзя. В США практически не существует ресторанов и баров, на чеках которых не было бы отдельной строки, в которую клиент вписывает сумму чаевых (притом обычно сначала через терминал принимается платёж основной суммы чека, после чего официант или бармен отдельно набирает эту сумму на терминале).
- Сложность применения. Хотя банки-эмитенты стараются предельно упростить интерфейс банкоматов, для многих людей, особенно пожилых, возникают заметные сложности в получении наличности, а иногда даже и при расчётах в кассовых терминалах.
- Высокая комиссия для магазинов за возможность приёма платежей по картам. Магазин вынужден закладывать стоимость эквайринга в стоимость товара (около 2 %), что критично для магазинов, работающих в формате дискаунтера.
- Прослеживаемость/трассируемость — это одновременно и достоинство, и недостаток. С одной стороны, все покупки физического лица становятся абсолютно прозрачными для властей, с другой стороны, облегчается составление всевозможных финансовых отчётов.
- Лимит выдачи наличных — максимальная сумма, которую держатель карты имеет право получить наличными в течение установленного периода. Держатель карты может менять лимиты по карте через мобильное приложение банка (если его банк имеет таковое). В случае, если держатель карты после каждой покупки выставляет лимит по карте, равный нулю, это позволяет защитить денежные средства от кражи и делает использование карты безопасным, но, безусловно, вносит некоторые неудобства.
- Курсовая разница — держатель карты может потерять на обмене валюты. Например, валюта счёта карты — рубли. Клиент платит в иностранной валюте, отличной от долларов и евро. Происходит конвертация суммы из иностранной валюты в валюту расчётов по курсу платёжной системы, а из неё в валюту счёта — рубли по курсу ЦБ РФ. Плюс к этому за каждую конвертацию банки обычно берут деньги. Полученная сумма блокируется на карте (сумма X). Параллельно от торговой точки через обслуживающий банк отправляется финансовое списание. В платёжной системе сумма в иностранной валюте, отличной от долларов и евро, пересчитывается по курсу платёжной системы на день списания; полученная сумма (суммы Y) отправляется в банк-эмитент, пересчитывается по курсу ЦБ РФ на день списания и списывается с карты. Разница между X и Y называется курсовой разницей и может быть как отрицательной, так и положительной в зависимости от динамики валюты расчётов.

## Применение банковских карт

### Обналичивание
Обналичивание, то есть получение наличных денежных средств путём списания с банковского счёта карты, можно проводить с помощью банкоматов и POS-терминалов, а также в офисах банков. При обналичивании средств списывается определённый процент комиссии. При обналичивании средств в банкоматах и терминалах банка-эмитента комиссия отсутствует или сравнительно низка, существенно отличаясь для собственных и кредитных средств или для дебетовых и кредитных карт. При получении наличности в других банках процент выше, при этом присутствует минимальная сумма комиссии (в российских банках обычно от 1 до 5 %, но не менее 100—200 рублей).
Кроме обналичивания средств, многие банкоматы позволяют платить за коммунальные услуги, услуги сотовой связи и доступа к сети Интернет и т. п., а также предоставляют другие услуги (например, проверку баланса карты, смены пин-кода, под-/отключение дополнительных услуг, назначение логина/пароля личного кабинета интернет-банка).

### Платежи в торговых точках

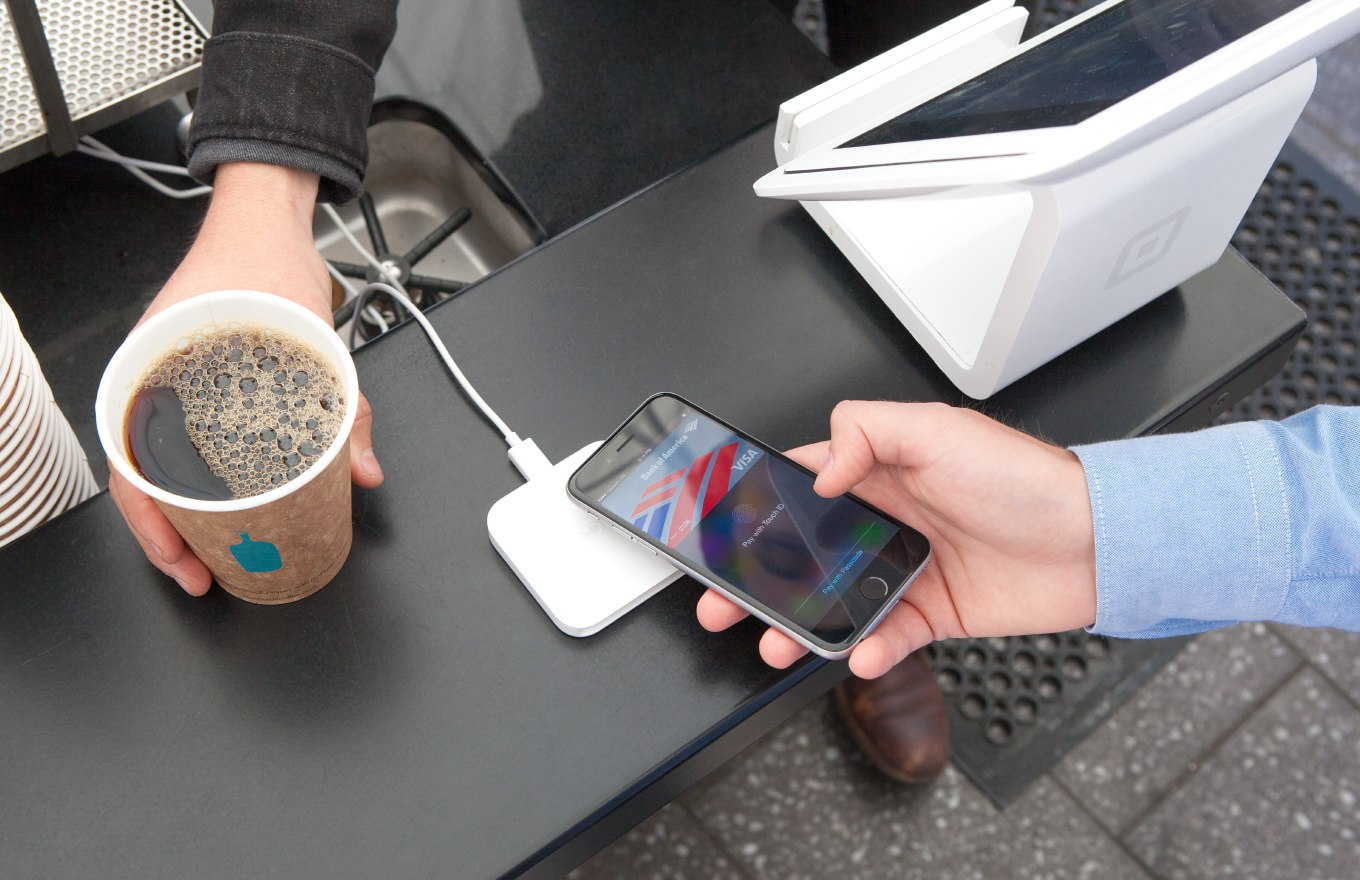
Покупатель платит за кофе с помощью приложения Apple Pay на своём мобильном телефоне и считывателя Square.

Банковской картой можно расплатиться за товары и услуги в любой стране в любой торговой точке, оборудованной торговым терминалом соответствующей платёжной системы. Комиссия в торговых терминалах при совершении платежа по оплате товаров и услуг, по правилам платёжных систем с держателя карты не взимается, а перекладывается на торговую точку банком-эквайером (взамен издержек по инкассации). В настоящее время для оплаты в торговых точках достаточно широко применяются бесконтактные карты.

### Платежи через Интернет
Банковской картой можно расплачиваться через сеть Интернет. Все условия обычно указываются на сайте. Этот способ — самый опасный способ оплаты, так как возможно воровство конфиденциальных данных — номера карты, имени держателя и CVV2-кода, которые после могут использовать злоумышленники (кардеры). Поэтому желательно использовать только надёжные платёжные шлюзы. Одним из способов обезличить и обезопасить платёж картой в Интернете являются системы Paypal и ChronoPay.

## Мошенничество с использованием банковских карт
В соответствии с общепринятой классификацией существуют следующие основные типы мошенничества с банковскими картами:
- использование карт, которые не были выданы держателю карты;
- использование поддельных карт;
- проведение транзакций с использованием реквизитов карт;
- использование украденных или утерянных карт;
- несанкционированное использование персональных данных держателя карты и информации по счету клиента;
- другие виды мошенничества[8].

## Безопасность использования

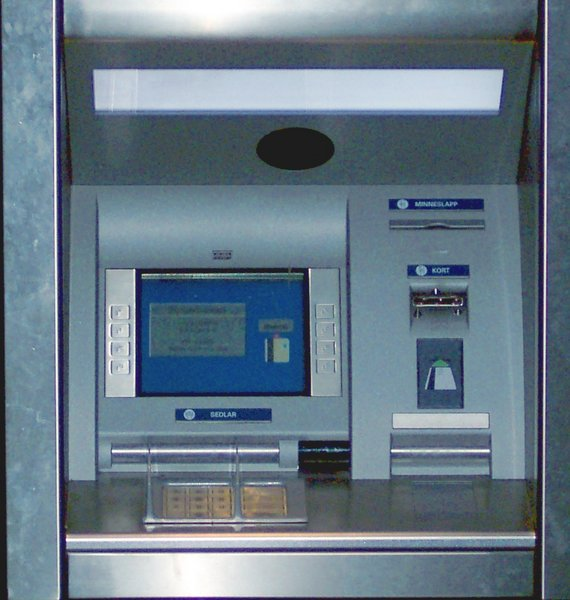
Банкомат

От кражи денег с карты можно легко защититься. Для этого можно подключить онлайн-приложение, которое позволяет управлять лимитами по карте через телефон в режиме онлайн. Это позволяет клиенту запретить любые операции по карте, сразу после совершения платежа. Таким образом украсть деньги с карты уже не удастся. На данный момент далеко не все банки предоставляют такую возможность, что отчасти и стало причиной бурного развития интернет-мошенничества по всему миру.
Так же можно подключить уведомления держателя об операциях по карте, это позволит контролировать платежи по карте.
В случае обнаружения мошенничества по карте следует обратиться в банк, выпустивший карту.
Мошенничество с банковскими картами (кардинг) образовало целую отрасль и стремительно набирает обороты вместе с распространением платежных карт.
Существуют правила, соблюдение которых минимизирует риски использования современных платежных систем:
- При расчётах через Интернет и получении наличности через фальшивые банкоматы возможна электронная кража денег со счёта. Поэтому следует быть крайне осторожным. Для этого требуется не использовать сомнительные платёжные шлюзы. Однако установить, является ли платежный шлюз достоверным или фальшивым, невозможно. В некоторых странах существуют фальшивые банкоматы и POS-терминалы для приема оплаты в магазинах, считывающие магнитные полосы и коды, после чего деньги уходят к мошенникам. Поэтому в таких странах не рекомендуется пользоваться банкоматами и POS-терминалами в магазинах. Также недопустимо говорить номер своей карты и код CVV2/CVC2 на обратной стороне (в связи с тем, что данных реквизитов обычно достаточно для совершения платежей в Интернете без подтверждения по СМС, даже при подключенной дополнительно защите от интернет-мошенничества 3-D Secure). Замурованный в стену банкомат или банкомат, находящийся в здании банка — более надёжный способ снятия денег со счёта, однако не может гарантировать вам полной безопасности.
- При получении денег через банкомат и многих терминалах требуется ввести PIN-код, состоящий из четырёх цифр. Рекомендуется его запомнить и ни в коем случае не хранить его вместе с картой. У незаконного обладателя чужой карты есть чуть менее десяти тысяч вариантов, однако после третьего неправильного ввода PIN-кода карта блокируется на сутки, а некоторые банкоматы даже «заглатывают» карту, которую может получить только её держатель. Если же хранить код вместе с картой, то злоумышленнику не составит никакого труда получить деньги в любом банкомате.
- При оплате в торговых точках код чаще всего вводить не требуется, однако на обратной стороне карты стоит подпись владельца. При покупке выпускается два чека. На одном покупатель подписывается и оставляет продавцу. Подписи на карте и чеке должны совпадать. Для безопасности нельзя позволять продавцу производить действия, в результате которых карта исчезает из поля зрения её владельца.
- При обмене карты в связи с истечением срока действия необходимо следить, чтобы сданная карта была разрезана банковским работником как минимум пополам. Новую карту необходимо как можно быстрее активировать, то есть совершить с ней любую операцию, например, запросить в банкомате баланс счёта (то есть количество денежных средств на счете в данный момент). При получении конверта с PIN-кодом необходимо проследить, чтобы он был запечатан.
- Существенным фактором контроля за движением средств банковской карты служит SMS-оповещение об операциях с картой: чем раньше вы сообщите о мошеннических действиях с вашей картой, тем больше шанс банка защитить ваши средства на ней.

## Порядок оформления
Для оформления карты необходимо предоставить в банк необходимые документы и, в некоторых случаях, заплатить за изготовление карты. В заявлении, помимо других данных, необходимо указать вид карты и валюту счёта.
Дебетовые карты Visa и MasterCard изготовляются сравнительно быстро (1—10 суток). При изготовлении других карт служба безопасности банка обязана проверить личность потенциального владельца, например, кредитных карт — проверяются доходы и кредитная история, после чего устанавливается лимит карты.
Как правило, раз в год со счёта карты снимается плата за обслуживание. Также возможно списание платы каждый месяц, а в отдельных случаях она вовсе отсутствует.
При нехватке средств дебетовая карта блокируется до пополнения счёта, с кредитной картой возникает отрицательный остаток с начислением процентов за кредит, но не больше лимита. При превышении лимита карта блокируется.

## Стоимость использования
Каждый банк-эмитент самостоятельно определяет стоимость изготовления и обслуживания каждого вида карт. На середину 2015 года средняя стоимость выпуска обычной, без дополнительного функционала, банковской карты составляет 8 рублей. Несмотря на то, что SMS-оповещения о действиях с карточным счётом является существенным фактором безопасности использования карты, банки часто эту услугу делают дополнительной с достаточно существенной оплатой в несколько сотен рублей в год, что является значительными скрытыми расходами пользователя карты.
В некоторых случаях (юбилейная дата, рекламная акция) банк снижает или вовсе отменяет оплату. Некоторые банки при пользовании их услугами даже могут оформить кредитную карту бесплатно. В зарплатных проектах стоимость обслуживания карт, как правило, оплачивается работодателем по отдельному договору.
По правилам карточных систем при оплате в торговых точках плата за использование не взимается. Иногда эти правила нарушаются, что может быть обжаловано.
Обналичивание средств в банкоматах и терминалах зависит от политики банка. При обналичивании собственных карт банка (а также карт банков-партнеров) плата снижена или отменена, карт других банков — взимается определённый процент с минимальной суммой. Поэтому мелкие суммы в банкоматах другого банка обналичивать невыгодно. Условия должны быть указаны на банкомате.

## Банковские карты в России и других странах СНГ
- Первая успешная карточная транзакция по карте, эмитированной российским банком, была произведена 21 сентября 1991 года в магазине «Калинка-Стокман» на Павелецкой — Игорь Липанов по карточке Visa Кредобанка купил блок сигарет Marlboro и упаковку пива Heineken[11].
- 93 % банковских карт используются в России лишь для получения наличных (данные на 2006 год)[12].
- 97 % россиян имеют банковские карты, а 85 % получают на них доход (данные на 2023 год)[13].
- 79 % рынка банковских карт контролируется международными платёжными системами VISA и Mastercard. Российские платёжные системы (Сберкарт, Золотая Корона, STB Card, Union Card, ChronoPay) контролируют от 2 % до 7 % рынка[14].
- Национальные системы расчётов по банковским картам внедрены только в восьми странах СНГ и Балтии: в Казахстане (KAZNNSS), в Кыргызстане (Алайкарт) и (Элкарт), в Белоруссии (Белкарт), в Армении (Армениан Кард), на Украине (НСМЭП), в Узбекистане (Uzcard), в Туркменистане (Алтын Асыр) и России (Мир).
- 25 мая 2009 Верховный Суд РФ предлагал списывать неуплаченные налоги с банковских счетов должников[15].